# Cerovac (Šabac)
Pour les articles homonymes, voir Cerovac.
Cerovac (en serbe cyrillique : Церовац) est un village de Serbie situé sur le territoire de la ville de Šabac, district de Mačva. Au recensement de 2011, il comptait 424 habitants.

## Démographie
| 1948 | 1953 | 1961 | 1971 | 1981 | 1991 | 2002 | 2011 |
| ---- | ---- | ---- | ---- | ---- | ---- | ---- | ---- |
| 487  | 521  | 493  | 438  | 445  | 478  | 479  | 424  |

|  |